# Bréville (Charente)
Bréville és un municipi francès situat al departament del Charente i a la regió de la Nova Aquitània. L'any 2007 tenia 505 habitants.

## Demografia

### Població
El 2007 la població de fet de Bréville era de 505 persones. Hi havia 188 famílies de les quals 36 eren unipersonals (16 homes vivint sols i 20 dones vivint soles), 84 parelles sense fills, 64 parelles amb fills i 4 famílies monoparentals amb fills.
La població ha evolucionat segons el següent gràfic:
Habitants censats

### Habitatges
El 2007 hi havia 241 habitatges, 194 eren l'habitatge principal de la família, 25 eren segones residències i 22 estaven desocupats. 234 eren cases i 1 era un apartament. Dels 194 habitatges principals, 160 estaven ocupats pels seus propietaris, 25 estaven llogats i ocupats pels llogaters i 9 estaven cedits a títol gratuït; 3 tenien una cambra, 8 en tenien dues, 20 en tenien tres, 42 en tenien quatre i 121 en tenien cinc o més. 152 habitatges disposaven pel capbaix d'una plaça de pàrquing. A 74 habitatges hi havia un automòbil i a 108 n'hi havia dos o més.

### Piràmide de població
La piràmide de població per edats i sexe el 2009 era:
| Homes | Edats   | Dones |
| ----- | ------- | ----- |
| 0     | 95 o +  | 0     |
| 4     | 90 a 94 | 8     |
| 0     | 85 a 89 | 4     |
| 0     | 80 a 84 | 12    |
| 12    | 75 a 79 | 12    |
| 8     | 70 a 74 | 8     |
| 24    | 65 a 69 | 4     |
| 8     | 60 a 64 | 0     |
| 20    | 55 a 59 | 24    |
| 40    | 50 a 54 | 44    |
| 24    | 45 a 49 | 28    |
| 0     | 40 a 44 | 16    |
| 16    | 35 a 39 | 8     |
| 20    | 30 a 34 | 24    |
| 8     | 25 a 29 | 4     |
| 0     | 20 a 24 | 4     |
| 24    | 15 a 19 | 12    |
| 8     | 10 a 14 | 4     |
| 4     | 5 a 9   | 16    |
| 16    | 0 a 4   | 8     |

## Economia
El 2007 la població en edat de treballar era de 344 persones, 247 eren actives i 97 eren inactives. De les 247 persones actives 229 estaven ocupades (129 homes i 100 dones) i 18 estaven aturades (9 homes i 9 dones). De les 97 persones inactives 38 estaven jubilades, 20 estaven estudiant i 39 estaven classificades com a «altres inactius».

### Ingressos
El 2009 a Bréville hi havia 199 unitats fiscals que integraven 500,5 persones, la mediana anual d'ingressos fiscals per persona era de 16.111 €.

### Activitats econòmiques
Dels 33 establiments que hi havia el 2007, 2 eren d'empreses alimentàries, 1 d'una empresa de fabricació de material elèctric, 4 d'empreses de fabricació d'altres productes industrials, 9 d'empreses de construcció, 4 d'empreses de comerç i reparació d'automòbils, 2 d'empreses d'hostatgeria i restauració, 1 d'una empresa d'informació i comunicació, 2 d'empreses financeres, 2 d'empreses immobiliàries, 3 d'empreses de serveis, 1 d'una entitat de l'administració pública i 2 d'empreses classificades com a «altres activitats de serveis».
Dels 8 establiments de servei als particulars que hi havia el 2009, 1 era un taller de reparació d'automòbils i de material agrícola, 4 paletes, 1 guixaire pintor, 1 empresa de construcció i 1 restaurant.
L'únic establiment comercial que hi havia el 2009 era una fleca.
L'any 2000 a Bréville hi havia 36 explotacions agrícoles que ocupaven un total de 1.232 hectàrees.

## Equipaments sanitaris i escolars
El 2009 hi havia una escola elemental integrada dins d'un grup escolar amb les comunes properes formant una escola dispersa.

## Poblacions properes
El següent diagrama mostra les poblacions més properes.